# فلوري سوليفان
فلوري سوليفان (بالإنجليزية: Fleury Sullivan)‏ هو لاعب كرة قاعدة أمريكي، ولد في 1862 في سانت لويس الشرقية ‏ في الولايات المتحدة، وتوفي في 8 فبراير 1897.

## وصلات خارجية
- فلوري سوليفان على موقعبيزبول رفرنس.كوم (الدوري الرئيسي) (الإنجليزية)
- فلوري سوليفان على موقعبيزبول رفرنس.كوم (الدوري الثانوي) (الإنجليزية)